# Agua Fría, Tila
Agua Fría är en ort i Mexiko.   Den ligger i kommunen Tila och delstaten Chiapas, i den sydöstra delen av landet, 700 km öster om huvudstaden Mexico City. Agua Fría ligger 68 meter över havet och antalet invånare är 301.
Terrängen runt Agua Fría är kuperad åt nordost, men åt sydväst är den bergig. Runt Agua Fría är det ganska tätbefolkat, med 111 invånare per kvadratkilometer. Närmaste större samhälle är Tila, 16,3 km söder om Agua Fría. I omgivningarna runt Agua Fría växer i huvudsak städsegrön lövskog.